# Alejandro Urgelles Guibot
Alejandro Urgellés Guibot (Santiago de Cuba, 22 de julho de 1949 - Santiago de Cuba, 16 de outubro de 1984) é um ex-basquetebolista cubano que integrou a Seleção Cubana que conquistou a Medalha de Bronze disputada nos XX Jogos Olímpicos de Verão realizados em Munique em 1972.